# 미쿨라시 주린다

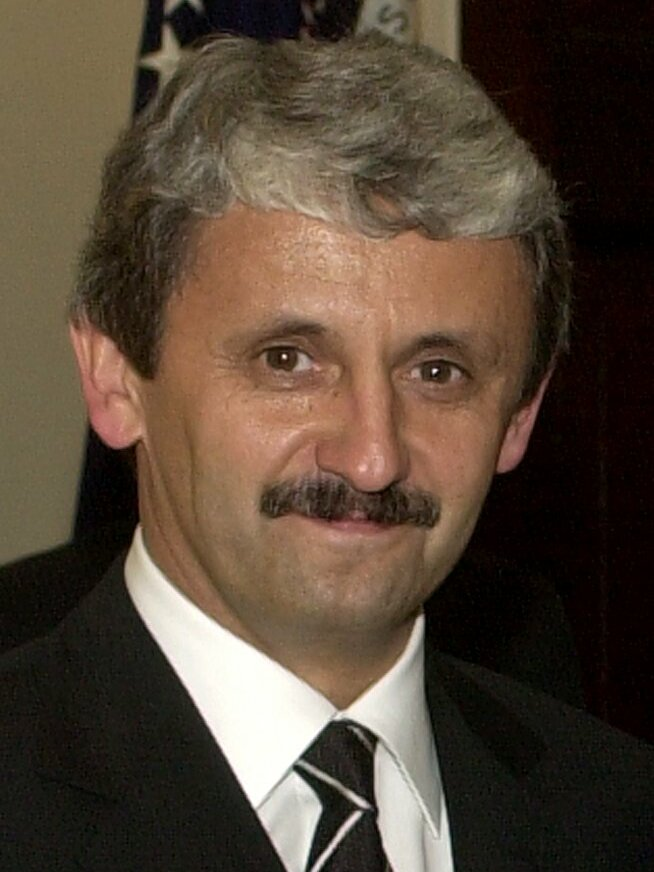
미쿨라시 주린다

미쿨라시 주린다(슬로바키아어: Mikuláš Dzurinda, 1955년 2월 4일 - )는 슬로바키아의 정치인이다. 1998년 ~ 1999년 대통령직을 대행하였다가 1999년에 총리가 되었다. 총리가 강한 발언권을 가지는 내각제 국가에서 총리로 재직하는 동안 많은 발전을 이루었으나, 2006년 총선에서 패하여 물러났다. 그 후 국회의원으로 재직하고 있다.
2005년 대한민국을 방문하여 노무현 대통령과 정상회담을 했고, 이명박 서울시장에게 명예 서울시민증을 받았다.